# Моратти, Летиция
Летиция Брикетто Арнабольди (итал. Letizia Brichetto Arnaboldi), в замужестве Летиция Моратти (итал. Letizia Moratti; род. 26 ноября 1949 года, Милан) — итальянская женщина-политик, министр просвещения, университетов и научных исследований во втором и третьем правительствах Берлускони (2001—2006), мэр Милана (2006—2011).

## Биография

### Деловая карьера
Родилась 26 ноября 1949 года в Милане, дочь крупного предпринимателя в страховом бизнесе Паоло Брикетто Арнабольди (Paolo Brichetto Arnaboldi) и Паолы Гвида (Paola Guida). Изучала политологию в Миланском университете, по его окончании некоторое время работала там же ассистентом профессора Фаусто Покара. В 1992 году стала первой женщиной в Совете директоров Banca Commerciale Italiana (ит.), в 1994—1996 годах являлась президентом радиотелевизонной корпорации RAI. В 1996 году купила группу Nicols, в 1998 году стала президентом News Corp Europe, контролируемой известным австралийским бизенсменом Рупертом Мёрдоком.

### Политическая карьера (2001—2011)
С 10 июня 2001 года по 23 апреля 2005 года Летиция Моратти была министром просвещения, университетов и научных исследований во втором правительстве Берлускони, с 23 апреля 2005 по 17 мая 2006 года оставалась в той же должности в его третьем правительстве. Наиболее известной мерой Моратти в сфере образования стала так называемая школьная реформа Моратти, оформленная законом № 53 от 28 марта 2003 года.
На выборах мэра Милана 28 мая 2006 года Летиция Моратти победила в первом туре с результатом 52 % голосов. В первом туре голосования на выборах мэра Милана 15-16 мая 2011 года Моратти получила 41,58 % голосов, уступив лидеру левоцентристской коалиции Джулиано Пизапиа (48,04 %). Во втором туре голосования Пизапиа победил с результатом 55,10 % голосов (Моратти заручилась поддержкой 44,89 % избирателей). В должности мэра добилась решения о проведении в Милане Всемирной выставки 2015 года и введения в действие программы Ecopass, предполагавшей установление дополнительного налога для автомобилей с неэкологичными двигателями. В рамках подготовки к принятию выставки Милан проделал большую работу. В частности, была модернизирована городская ярмарка при участии архитектора Массимилиано Фуксаса (необходимость проведения этих работ обсуждалась с 1980-х годов). Также получило новый толчок и развитие инфраструктуры городского транспорта.

### Возвращение в политику на региональном уровне (с 2021)
8 января 2021 года губернатор Ломбардии Аттилио Фонтана объявил новый состав своей администрации, в котором пост заместителя губернатора и асессора по социальному обеспечению заняла Летиция Моратти.
2 ноября 2022 года ушла в отставку из-за разногласий с губернатором (тот обвинил её в склонности к левым идеям). Новым асессором в региональной администрации вместо Моратти по решению Аттилио Фонтана стал Гвидо Бертолазо.

## Личная жизнь
В 1973 году Летиция вышла замуж за предпринимателя Джан Марко Моратти (род. 29 ноября 1939), сына Анджело Моратти (1909—1981), владельца футбольного клуба Интер, создавшего успешную команду в 1960-е годы, и брата нового владельца «Интера» Массимо Моратти. Джан Марко был женат первым браком на журналистке и писательнице Лине Сотис, от которой у него двое сыновей — Анджело и Франческо. В семье Летции и Джан Марко появились двое детей: Гильда и Габриэле.